# Roucheria laxiflora
Roucheria laxiflora är en linväxtart som beskrevs av H. Winkler. Roucheria laxiflora ingår i släktet Roucheria och familjen linväxter. Inga underarter finns listade i Catalogue of Life.